# Saprosites watti
Saprosites watti är en skalbaggsart som beskrevs av Zdzisława Stebnicka 2001. Saprosites watti ingår i släktet Saprosites och familjen Aphodiidae. Inga underarter finns listade i Catalogue of Life.